# Bahnhof Sapri

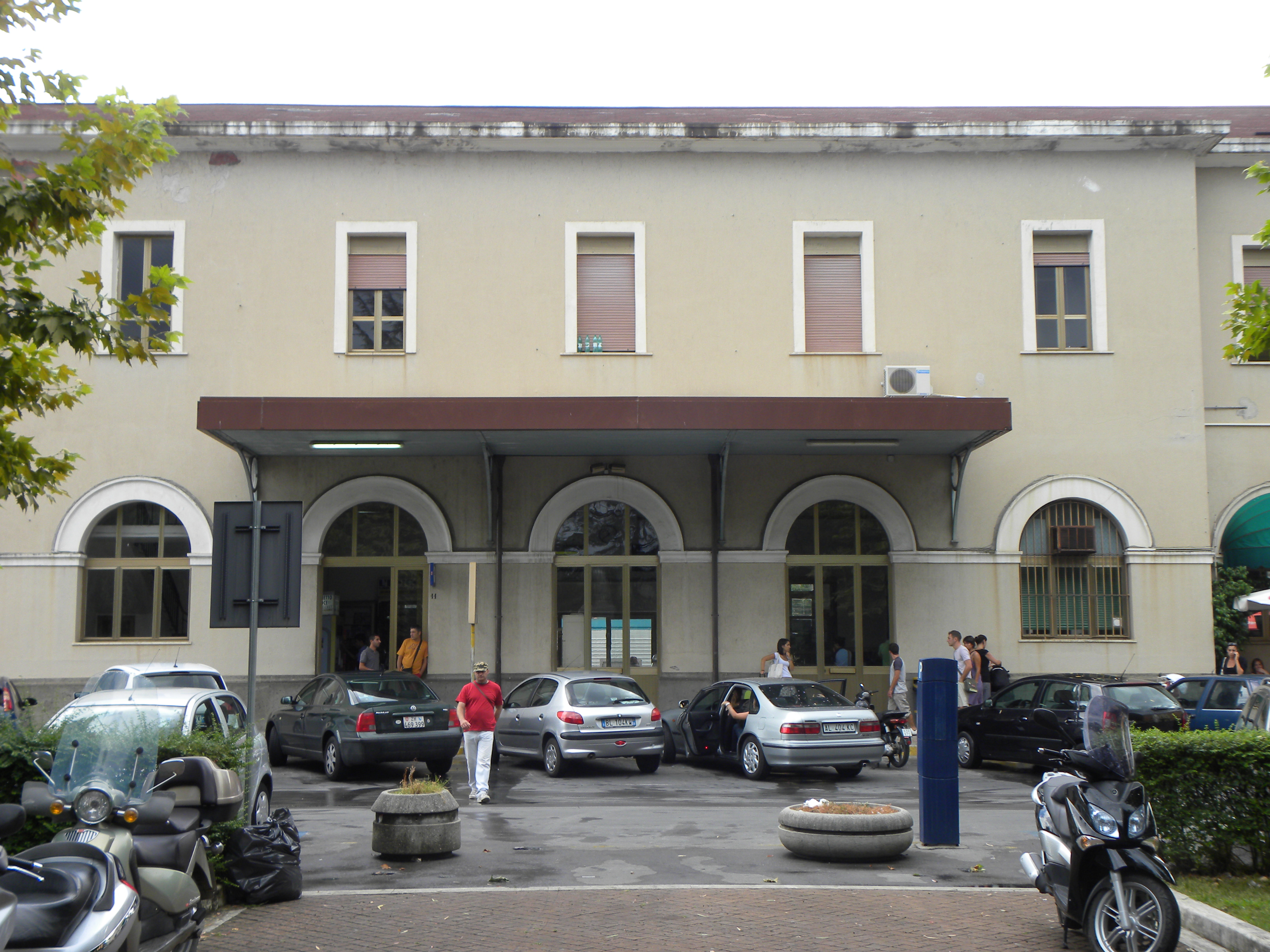
Haupteingang

Sapri (italienisch: Stazione di Sapri) ist ein Bahnhof in Sapri in der Region Kampanien in Italien an der Bahnstrecke Salerno–Reggio di Calabria. Die Betriebsführung wird von Trenitalia durchgeführt. Die Station wurde am 30. Juli 1894 eröffnet.

## Geschichte
Der Bau der Strecke und des Bahnhofs erfolgte durch die private Gesellschaft Società per le Strade Ferrate del Mediterraneo. 1905 erfolgte die Gründung der Ferrovie dello Stato Italiane (FS), die Società per le Strade Ferrate del Mediterraneo ging dabei in die FS auf.
Für die Lokomotivbehandlung wurde ein Bahnbetriebswerk sowie für das Lok- und Zugpersonal ein Übernachtungsgebäude gebaut. Beim zweigleisigen Ausbau der Strecke wurde das Bahnbetriebswerk verkleinert.

## Zugverkehr
Der Bahnhof wird von folgenden Diensten bedient:
- Frecciarossa
- InterCity
- Treno interregionale
- Treno regionale

## Trivia
Die Szene am Ende der Pre-title sequence von James Bond 007: Keine Zeit zu sterben wurde an diesem Bahnhof und in einem Frecciarossa 1000 gedreht.